# Hygrochroa ilia
Hygrochroa ilia är en fjärilsart som beskrevs av Paul Dognin 1916. Hygrochroa ilia ingår i släktet Hygrochroa och familjen silkesspinnare. Inga underarter finns listade i Catalogue of Life.